# We Gone Win
We Gone Win è un singolo del rapper statunitense Comethazine, pubblicato il 23 settembre 2020.

## Tracce
1. We Gone Win – 2:25